# Trinidadorganist
De trinidadorganist (Euphonia trinitatis) is een zangvogel uit de familie Fringillidae (vinkachtigen).

## Verspreiding en leefgebied
Deze soort komt voor van noordelijk Colombia tot noordelijk Venezuela en Trinidad.